# Promachus triumphans
Promachus triumphans là một loài ruồi trong họ Asilidae. Promachus triumphans được Bezzi miêu tả năm 1928. Loài này phân bố ở miền Australasia.